# Marc Andreae
Marc Edouard Andreae (* 8. November 1939 in Zürich) ist ein Schweizer Dirigent und Komponist.

## Leben und Wirken
Marc Andreae ist der Sohn des Pianisten Hans Andreae und der Pianistin Lis Andreae geborene Keller und ein Enkel des Dirigenten Volkmar Andreae.
Er studierte bis 1962 am Zürcher Konservatorium Klavier, Querflöte, Dirigieren und Musikwissenschaft, 1962/1963 Komposition bei Nadia Boulanger in Paris und von 1964 bis 1968 Dirigieren bei Franco Ferrara an der Accademia di Santa Cecilia in Rom und der Accademia Musicale Chigiana in Siena. Er assistierte seinem Grossvater bei Proben und Konzerten des Tonhalle-Orchesters Zürich. Noch während des Studiums gründete er 1960 das «Orchester Pro Arte», ein Orchester von Musikstudenten in Zürich, und leitete dieses bis 1962.
Er ist Gründungsmitglied und war von 1986 bis 1992 erster Präsident der Schweizerischen Musikedition (SME), einer Stiftung zur Förderung der neuen Schweizer Musik.
Er ist Präsident der «Stiftung Hermann Hesse Montagnola». Hesse war ein Freund von Andreaes Grossvater.

### Laufbahn
1967/68 war er Assistent von Peter Maag, von 1969 bis 1991 Chefdirigent des Orchestra della Radio-Televisione della Svizzera italiana (heute Orchestra della Svizzera italiana) und von 1990 bis 1993 Chefdirigent und künstlerischer Direktor des Orchestra Angelicum di Milano. Von 1989 bis Ende 2017 war er ständiger Dirigent der Konzertserie Sinfonia des Sinfonieorchesters Engadin. 1999/2000 war er Conductor in residence beim Göttinger Symphonieorchester. 2001 gründete er das Giovane orchestra sinfonica dell’Insubria.
Als Gast dirigierte er in den meisten west- und osteuropäischen Ländern, in Japan und den USA, u. a. die Münchner Philharmoniker, das Philharmonische Staatsorchester Hamburg, die Rundfunk-Sinfonieorchester Berlin, hr Frankfurt, NDR Hamburg, WDR Köln, MDR Leipzig, ORF Wien, die Bamberger, Prager und Wiener Symphoniker, das Orchestre National de France, das Orchestre Philharmonique de Radio France, das Orchestre National de Belgique, das NHK- und das Yomiuri-Nippon-Sinfonieorchester, die Sankt Petersburger Philharmoniker, das Tonhalle-Orchester Zürich, das Sinfonieorchester Basel und das Orchestre de la Suisse Romande in Genf. 1996 leitete er eine Italien-Tournee mit den Berliner Symphonikern und 1998 mit dem Philharmonischen Staatsorchester Halle.
Im Opernfach ist er spezialisiert auf die deutsche Klassik und Romantik, aber auch auf den Belcanto von Gioachino Rossini und Gaetano Donizetti.
Marc Andreae ist an den Festspielen von Salzburg, Wien, Berlin, Paris, Flandern, Mailand, Florenz, Luzern, Zürich, St. Petersburg und weiteren aufgetreten. Er leitete viele Konzerte und Opern, die von Fernsehanstalten übertragen wurden, und hat über 50 DVDs, CDs und LPs aufgenommen.
Über 100 Werke von Komponisten wie Wilfried Maria Danner, Rudolf Eisenmann, Gunther Erdmann, Sylvano Bussotti, Luca Lombardi, Salvatore Sciarrino, Vinko Globokar, Erich Urbanner, Gerhard Wimberger, Conrad Beck, Daniel Glaus, Peter Hoch, Heinz Holliger, Rudolf Kelterborn, Oscar Moret, Jacques Wildberger und weitere wurden für ihn geschrieben und ihm zur Uraufführung anvertraut.
Er veranlasste Ersteditionen (meist der Edition Peters) und leitete Erstaufführungen von unbekannten Orchesterwerken und Opern, etwa von Robert Schumann, Franz Schubert, Carl Maria von Weber, Franz Liszt, Peter Tschaikowski, Gaetano Donizetti und Gioachino Rossini. So dirigierte er 1977 in Paris Schuberts Die Verschworenen, 1979 in Paris beziehungsweise 1986 in Lugano die französische und die konzertante Schweizer Erstaufführung von dessen Alfonso und Estrella, ebenfalls in Lugano 1981 die europäische Erstaufführung von George Gershwins Blue Monday (CD-Aufzeichnung) und Leonard Bernsteins Trouble in Tahiti, 1983 in Lugano Rossinis La scala di seta, 1984 in der Tonhalle Zürich Zoltán Kodálys Harry Janosch und 1988 Edvard Griegs Peer Gynt, 1989 in Lugano Donizettis Imelda de’ Lambertazzi (CD-Aufzeichnung) und am Belcanto-Opera-Festival Rossini in Wildbad in Bad Wildbad die Rossini-Oper Sigismondo (1995) und die szenische Kantate Le nozze di Teti, e di Peleo (1996).
Andreae komponierte Klavier-, Kammermusik-, Orchester- und Vokalwerke.

### Privates
Andreae ist mit der Geigerin Maria Cristina Andreae verheiratet und hat mit ihr eine Tochter (* 1995) und einen Sohn (* 1993). Er lebt mit seiner Familie bei Lugano.

## Auszeichnungen
- 1966: Erster Preis des von Rudolf Kempe und dem Tonhalle-Orchester Zürich durchgeführten Dirigentenwettbewerbs
- 1968: Preisträger des AIDEM-Dirigentenwettbewerbs in Florenz
- Zweimal Grand Prix du Disque
- LP-Techo Distinction in Tokio
- 1978: Ehrenmitgliedschaft der italienischen Bruckner-Gesellschaft, als Nachfolger von Paul Hindemith
- 1999: Ehrengabe der UBS-Kulturstiftung (auf Vorschlag von Ulrich Meyer-Schoellkopf, Intendant der Berliner Philharmoniker)